# Maurice Jacquel
Maurice Jaquel (* 14. März 1929 in Plainfaing, Vogesen; † 10. April 2004 in Colmar) war ein französischer Ringer. Er gewann bei der Weltmeisterschaft 1959 eine Bronzemedaille im freien Stil im Halbschwergewicht.

## Werdegang
Maurice Jaquel, der als Jugendlicher mit dem Ringen begann, gehörte einem Ringerverein in Colmar an. Der 1,84 m große Sportler entwickelte sich zu einem sehr athletischen Typ, der bei seiner Ringerkarriere in erster Linie von seiner Kraft zehrte. Er rang in beiden Stilarten, griechisch-römischer und freier Stil und während seiner ganzen Laufbahn im Halbschwergewicht bzw. nach einer Reform der Gewichtsklasseneinteilung durch den internationalen Ringerverband (FILA) ab 1963 im Mittelgewicht.
Bei den französischen Meisterschaften gewann er im Jahre 1952 im griech.-röm. Stil mit dem 3. Platz im Halbschwergewicht seine erste Medaille. Es dauerte aber noch bis zum Jahre 1957, ehe er erstmals französischer Meister bei den Senioren wurde. In diesem Jahr gewann er aber dann gleich die Titel in beiden Stilarten. Bis zum Ende seiner Laufbahn im Jahre 1966 gewann er insgesamt 15 französische Meistertitel.
Die internationale Karriere von Maurice Jaquel begann mit einem 8. Platz bei der Weltmeisterschaft im freien Stil 1957 in Istanbul. 1958 kam er bei Weltmeisterschaft im griech.-röm. Stil in Budapest mit zwei Siegen und zwei Niederlagen auf einen guten 6. Platz. Er unterlag dabei u. a. auch dem späteren Weltmeister Rostom Abaschidse aus der UdSSR.
Den größten Erfolg seiner internationalen Laufbahn erzielte er bei der Weltmeisterschaft 1959 im freien Stil in Teheran. Er siegte dort über Kanjio Shigeoka aus Japan und rang gegen Dieter Rauchbach aus Halle (Saale) unentschieden. Niederlagen musste er von Gholamreza Takhti aus dem Iran, Boris Kulajew aus der UdSSR und Petko Sirakow aus Bulgarien hinnehmen. Er hatte aber das Glück, dass er in der vierten Runde Freilos hatte und Kulajew in dieser Runde ausschied. Dadurch belegte er hinter Takhti und Sirakow den 3. Platz und gewann eine Bronzemedaille. 
Im Jahre 1960 startete Maurice Jaquel bei den Olympischen Spielen in Rom in beiden Stilarten. Im griech.-röm. Stil feierte er einen bemerkenswerten Sieg über Gheorghe Popovici aus Rumänien, unterlag aber gegen Eugen Wiesberger aus Österreich und Krali Bimbalow aus Bulgarien und kam damit auf den 10. Platz. Im freien Stil verlor er gegen Hermanus Van Zyl aus Südafrika und Daniel Brand aus den Vereinigten Staaten und landete auf dem 15. Platz.
Nach diesen Olympischen Spielen startete er nur mehr bei der Weltmeisterschaft 1963 in Helsingborg. Dabei rang er im griech.-röm. Stil im Mittelgewicht gegen Siegfried Neufang aus der DDR und gegen Franz Pötsch aus Österreich unentschieden und verlor gegen Gheorghe Popovici. Durch diese Niederlage schied er aus und kam auf den 15. Platz.
In den Jahren 1960, 1962 und 1964 stand Maurice Jaquel auch in französischen Mannschaften, die Länderkämpfe gegen die Bundesrepublik Deutschland kämpfte. Er verlor dabei zweimal gegen Horst Heß aus Dortmund und je einmal gegen Ernst Ganssert aus Frankfurt am Main und Johann Sterr aus München nach Punkten.

## Internationale Erfolge
(OS = Olympische Spiele, WM = Weltmeisterschaft, GR = griechisch-römischer Stil, F = freier Stil, Mi = Mittelgewicht (bis 1961 bis 79 kg, ab 1962 bis 87 kg Körpergewicht), Hs = Halbschwergewicht(bis 1961 bis 87 kg, ab 1982 bis 97 kg Körpergewicht))
- 1957, 8. Platz, WM in Istanbul, F, Hs, mit einem Unentschieden gegen Francisc Balla, Rumänien u. einer Niederlage gegen Hossein Nouri, Iran;

- 1958, 6. Platz, WM in Budapest, GR, Hs, mit Siegen über Samuel Wolkowitz, Israel u. Walther Kleemann, Dänemark u. Niederlagen gegen Rostom Abaschidse, UdSSR u. Gheorghe Popovici, Rumänien;

- 1959, 4. Platz, Turnier in Savona, GR, Hs, hinter Ernst Ganssert, BRD, Carlo Ingrassia, Italien u. Tevfik Kiss, Türkei;

- 1959, 3. Platz, Mittelmeer-Spiele in Beirut, F, Hs, hinter Bekir Büke, Türkei u. Al Eidmoss, Ägypten;

- 1959, 2. Platz, Mittelmeer-Spiele in Beirut, GR, Hs, hinter Tevfik Kiss u. vor Al Daros, Ägypten;

- 1959, 3. Platz, WM in Teheran, F, Hs, mit einem Sieg über Kanji Shigeoka, Japan, einem Unentschieden gegen Dieter Rauchbach, DDR u. Niederlagen gegen Boris Kulajew, UdSSR, Gholamreza Takhti, Iran und Petko Sirakow, Bulgarien;

- 1960, 10. Platz, OS in Rom, GR, Hs, mit einem Sieg über Gheorghe Popovici u. Niederlagen gegen Eugen Wiesberger, Österreich und Krali Bimbalow, Bulgarien;

- 1960, 15. Platz, OS in Rom, F, Hs, nach Niederlagen gegen Hermanus Van Zyl, Südafrika u. Daniel Brand, USA;

- 1963, 15. Platz, WM in Helsingborg, GR, Mi, mit Unentschieden gegen Siegfried Neufang, DDR u. Franz Pötsch, Österreich u. einer Niederlage gegen Gheorghe Popovici

## Französische Meisterschaften
Griech.-röm. Stil: 1957, 1960, 1961, 1962, 1963 (alle im Hs), 1966 (im Mi),
Freier Stil: 1957, 1958, 1959, 1960, 1961, 1962, 1963 (alle im Hs), 1965, 1966 (im Mi)